# Racing Club Narbonne
Il Racing club de Narbonne Méditerranée o RC Narbonne e, in italiano, Narbona, è un club francese di rugby a 15 di Narbona.
Fondato nel 1907, vanta due titoli di campione di Francia e fin dalla fondazione militò per 100 anni in prima divisione prima di conoscere la sua prima retrocessione in Pro D2 nel 2007.
Vanta inoltre 9 vittorie in Coppa di Francia, record nazionale per tale competizione.
Per la stagione 2015-16 milita in Pro D2.
Da ottobre 2015 presidente, e maggiore azionista, del club è l'ex rugbista australiano Rocky Elsom, che della squadra fu anche giocatore.
Allenatore della squadra è, invece, un altro australiano, Justin Harrison, anch'egli ex giocatore della società.
Il Narbona gioca al Parc des Sports et de l'Amitié, impianto comunale con una capienza di 11 000 spettatori; i suoi colori sociali sono l'arancione e il nero.

## Palmarès
- Campionati francesi: 2
1935-36, 1978-79
- Coppe di Francia: 9
1967-68, 1972-73, 1973-74, 1977-78, 1978-79, 1983-84, 1988-89, 1989-90, 1990-91

## Stagioni
- 2006-2007